# Холи Трозби
Холи Сара Трозби (Сиднеј, 28. децембар 1978) аустралијска је певачица, текстописац и романописац. Музичку каријеру започела је 2004. године, од тада објавила осам студијских албума, шест соло и три компилацијска албума. Била је чланица музичке групе Seeker Lover Keeper од августа 2010. до краја 2011. године, заједно са певачицама Сали Селтман и Саром Бласко, са којима је објавила два студијска албума. Поред тога што се бави певањем, Трозбијева свира клавир и гитару.
Током каријере објавила је два романа, Goodwood 28. септембра 2016. године и Cedar Valley у септембру 2018. године. Вишеструко је награђивана за рад на пољу музике и књижевности.

## Биографија
Рођена је 28. децембра 1978. године у Сиднеју, Нови Јужни Велс. Њена мајка Маргарет Трозби била је радио водитељка, на аустралијској радио станици ABC Classic, а отац Џон Батерворт психијатар и трговац уметнинама и намештајем. Њен ујак Дејвид Трозби је економиста културе, а баба по мајци била је виолончелиста у Сиднејском Симфонијском оркестру. Холијин старији полубрат Тимоти Марк погинуо у саобраћајној несрећи на мотоциклу у Тајланду, 2006. године. Холијева је одрасла у Сиднеју, гитару почела да свира када је имала осам година, а са једанаест знала је да компонује песме. Похађала је средњу школу „Хантерс Хил” Након што је дипломирала Универзитету у Сиднеју, радила је у видео клубу неколико година, путовала по свету и живела у Остину шест месеци. Трозби и њена партнерка су родитељи једног детета, а своју породицу описала је у књизи Motherhood and Creativity, коју је објавила Рејчел Пауер у априлу 2015. године. У интервјуу који се нашао у књизи Talking Smack Ендру Макмилена, Холи је причала о конзумирању кокаина.
На Холијином званичном веб-сајту, поред музике, она наводи да се интересује за савремену књижевност, политику, укрштене речи, мале градове и псе. Допринела је дизајнирању мајица за пројекат The Yellow Bird Project који је направљен како би скупио новац за светску организацију за заштиту људских права Амнести интернашонал. Чланица је већа непрофитне организације Voiceless из Сиднеја, која се бори за заштиту животиња.

## Каријера
Током 2003. године Холи је снимила свој први студијски албум под називом On Night, а он је објављен 11. новембра 2004. године. Холи је била главни вокал и гитариста на албуму, док је музичар Тони Дупе свирао клавир, Дејви Коциос гитару и позадинске вокале, Абел Крос бас гитару, а Јозеф Фус бубњеве. Албум се појавио у Аустралији под окриљем издавачке куће Spunk Records. Након објављивања албума Холи је имала музичку турнеју у Аустралији, где јој се прикључио велики број музичара. Након тога, турнеју је наставила у Сједињеним Америчким Државама током 2005. године, а онда гостовала у Европи. У септембру 2005. године Холи је обрадила песму Not the Girl You Think You Are, која се нашла на албуму She Will Have Her Way, где су гостовали музичари из Аустралија и са Новог Зеланда.
Дана 20. јула 2006. године Холи је објавила други студијски албум под називом Under the Town. Албум се нашао на шездесет и шестом месту аустралијске музичке листе ARIA Albums. На АРИА додели музичкин награда за 2006. годину, Холи је номинована у категорију за најбољу уметницу, због успеха њеног албума Under the Town. Албум је продуцирао Тони Дупе, а на њему је радило још неколико музичара. Тони Дупе гостовао је на клавиру и кларинету, Џенс Бирхал на виолончелу, Ребека и Саманта Браун свирале су виолину, Џек Лејдер гитару, а Бри ван Рејк био је гост на албуму као бубњар. Албум се нашао на другом месту листе . Албум  добио је позитивне критике од музичких критичара и британске штампе, која је за албум дала позитивне оцене. Холи је албум промовисала на турнеји у Аустралији, као и током кратке турнеје на Новом Зеланду.
Трећи студијски албум под називом A Loud Call Холи је објавила у јулу 2008. године и он је продуциран у Нешвилу пд стране Марка Неверса, бенда Lambchop и Ендруа Бирда, док је аранжамн за албум радио Тони Дупе. На албуму је гостовао велики број музичара, укључујући и оне из бендова Lambchop и Silver Jews. Албум  добио је углавном позитивне критике од стране музичких критичара, а аустралијска и британска штампа оценили су овај албум као најбољи албум Холи Трозби у њеној каријери. Албум се нашао на тридесет и чевртом месту листе . На АРИА додели музичких награда за 2008. године, Холи је номинована у категорији за најбољу музичарку. Након објављивања албума, Холи је имала музичку турнеју у Аустралији и Европи. Учествовала је на фестивала St Jerome's Laneway и Splendour in the Grass, који је одржан 2007. и 2009. године.
У октобру 2010. године Холи је објавила албум дечјих песама под називом See!, са музичаром Тонијем Дупеом и још неколико сарадника. Албум је објављен за ABC Commercial. На АРИА додели музичких награда за 2011. годину, Холи је номинована за Награду за најбољи дечји албум. У фебруару 2011. године Холи је објавила свој пети студијски албум под називом Team, који се нашао на првом месту листе .
Дана 28. септембра 2016. године Холи је објавила роман Goodwood и он се нашао на седмом месту ABC листе The Book Club’s Top Ten и на многим другим листама. Како би промовисала књигу, Холи се појавила на Фестивалима књижевника у Сиднеју, Перту, Аделејду, Њукаслу и на бројним другим књижевним фестивалима у Мелбурну, Бризбејну и Хобарту.
Године 2017. Холи је објавила албум After a Time. Албум се нашао на педесет и шестом месту музичке листе у Аустралији, а уврштен је у педесет најбољих албума по америчком часопису Ролинг стоун за 2017. годину. Годину дана након објаљивања албума, Холи је објавила песму What Do You Say којја је имала преко 2 милиона прегледа на стрим платформи Спотифај и песму Aeroplane која је преслушана 11 милиона пута.
Поред певања и објављивања романа, Холи је низдала два стрипа. Од августа 2010. године, заједно са Саром Бласко и Сали Селтман била је чланица музичке групе Seeker Lover Keeper. У јуну 2011. године објавили су први албум који је снимљен у Њујорку. Нашао се на трећем мести музичке листе ARIA Albums и додељен му је зланти сертификат. На АРИА додели музичких награда за 2011. године, албум је номинован за најбољи албум за одрасле. У октобру 2011. године, трио је обрадио песму Sinner која се нашла на албуму , где је гостовао велики број музичар. Како би промовисале песму, Трозби, Селтман и Бласко су имале музичку турнеју у Аустралији под називом hey Will Have Their Way Tour, у новембру 2011. године. Seeker Lover Keeper имала је две националне турнеје, 2011. и 2012. године, пре него што се расформирала.
У септембру 2018 . године објавила је други по реду роман, под називом Cedar Valley.

## Дискографија

### Албуми
Соло
- (2004)
- (2006)[23]
- (2008)[31]
- (2010)
- (2011)[31]
- (2017)[52]

са бендомо Seeker Lover Keeper
- (2011)
- (2019)

### Синглови/ЕП-ови
- (2004)
- (2006)
- (2007)

### Компилације
- She Will Have Her Way(26. септембар 2005)[15]
- - (2006)
- ' - (2009)